# Mariahilf-kirken
Maria Hilf-kirken (tysk: Maria Hilf Kirche) er en kirke som ligger i Wiens sjette distrikt, Mariahilf.
Kirken, som den står i dag, blev bygget i 1683, efter at tyrkerne ødelagde den kirke som oprindeligt stod der. Det var Sebastian Carlone som stod for genopbygningen.
Foran kirken står en statue af Joseph Haydn. Denne blev afslørt i 1887.
48°11′56.00″N 16°21′11.00″Ø / 48.1988889°N 16.3530556°Ø